# 巴尔克哈根
巴尔克哈根（德語：Barkhagen）是德国梅克伦堡-前波美拉尼亚州的市镇，隶属于路德维希斯卢斯特-帕尔希姆县，总面积为30.28平方千米，截至2020年总人口为622人。